# Cryptomaster leviathan
Cryptomaster leviathan is een hooiwagen uit de familie Cryptomastridae.